# Príncep de Grão-Pará
Príncep de Grão-Pará (en portuguès, Príncipe do Grão-Pará) va ser un títol nobiliari de l'Imperi del Brasil, atorgat a l'hereu presumpte del Príncep Imperial.
Tot i que es va fer servir des de la independència del Brasil, no es va formalitzar fins a la promulgació de la Constitució brasilera de 1824. El títol va ser revocat –juntament amb la resta de títols nobiliaris existents en el Brasil– per la Constitució brasilera de 1891, promulgada després de la proclamació de la República el 1889.
El nom del títol prové de l'antic estat de Grão-Pará i Maranhão, la part més septentrional dels territoris portuguesos a Amèrica del Sud. Va ser administrativament segregada de la resta de la colònia durant el període de la Unió Ibèrica i no va ser reintegrat formalment fins al 1823.

## Titulars
1. Maria da Glória de Bragança (1825 — 1826). Com a filla gran de Pere, havia estat Princesa de Beira (segona en la línia successòria del Regne de Portugal) i Princesa Imperial del Brasil (hereva de Pere I quan va ser proclamat Emperador del Brasil independent). Amb el naixement del seu germà Pere (primer fill home del monarca), va quedar relegada a la segona posició de la línia dinàstica. Tot i que, constitucionalment, el títol estava reservat a la progènie del Príncep Imperial, Pere I va decidir mantenir aquesta distinció a la seva filla gran. Quan Maria II va succeir el seu avi com a nova reina de Portugal, el títol de Príncep de Grão-Pará va quedar definitivament vacant.[4]
2. Luísa Vitória, en la qualitat de primogènita de la princesa imperial Isabel i néta de Pere II, tot i que nascuda morta (1874).[5]
3. Pedro de Alcântara, en la qualitat de primogènit de la princesa imperial Isabel, des del seu naixement (1875) i fins a la derogació del títol, el 1891.[5]